# حديقة الطيور في جزيرة كيش
حديقة الطيور في جزيرة كيش هي إحدى أهم الحدائق المشهورة في جزيرة كيش جنوب جمهورية إيران وواحدة من معالم الجذب السياحي هناك والتي تُعتبَر مركزاً مهماً للحفاظ على أكثر الأنواع الحيوانية ندرةً في إيران. وتم إنشاء حديقة الطيور هذه من جزأين منفصلين ولكل منهما وضيفته الخاصة به، وتُعَد الحديقة موطناً لأكثر من 57 نوعاً من الطيور والحيوانات الأخرى من جميع أنحاء العالم بما في ذلك البجع والنعام والببغاوات الزرقاء والصفراء، اللقالق، المخاض الطوقان، طيور البطريق الأفريقية، وتماسيح المستنقعات. وان الهدف من إنشاء هذه الحديقة هو التعرف على الطيور التي بداخلها وذلك عبر قراءة لوحات مختلفة تحتوي على معلومات مفيدة وشاملة حول الموطن، والتغذية وخصائص كل طير.
- يُذكَر أن جزيرة كيش تمتد لنحو 91.5 كيلومتر مربع (35.3 ميل مربع) وهي منتجع بجزيرة في الخليج العربي. وتوصف بأنها جنة المستهلك، والمميزة بوجود العديد من المراكز التجارية ومراكز التسوق ومناطق الجذب السياحي، والفنادق والمنتجعات. يقدر عدد سكان كيش نحو 20,000 من المقيمين وحوالي مليون شخص يزورون الجزيرة سنوياً. حصلت جزيرة كيش على مرتبة عالية من بين أجمل 10 جزر في العالم والأجمل من قبل صحيفة نيويورك تايمز في عام 2010م.[4]

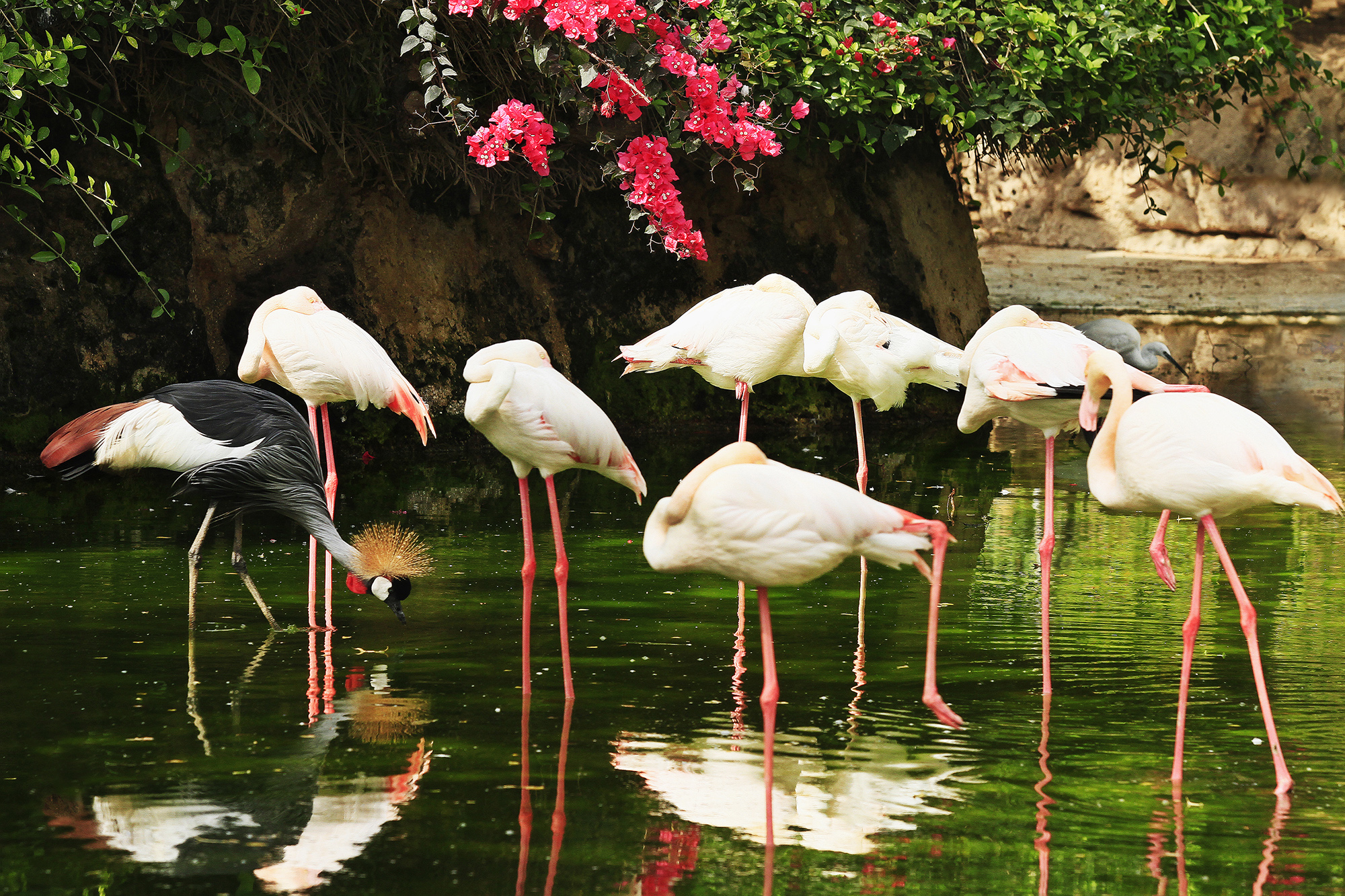
حديقة الطيور في جزيرة كيش

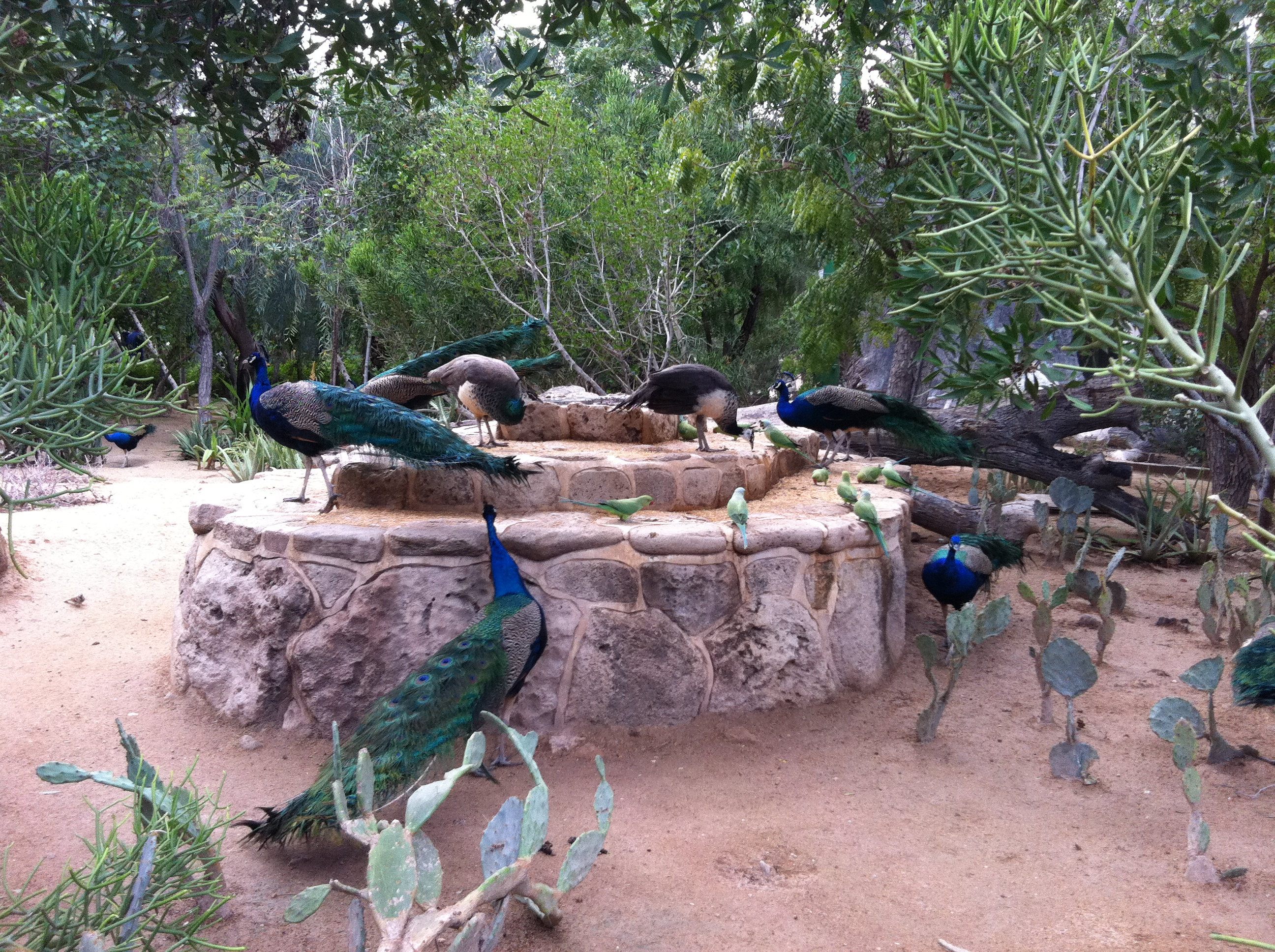
حديقة الطيور في كيش، والتي تحتوي على 57 نوعاً من الطيور والحيوانات من جميع أنحاء العالم

## موقعها الجغرافي
تقع حديقة الطيور إلى جانب حديقة الدلافين في الركن الجنوبي الشرقي من جزيرة كيش بمحافظة هرمزكان جنوب جمهورية إيران.

## إنشاء الحديقة
تم إنشاء الحديقة من جزأين منفصلين، حيث تم تعبئة فضاء مناسب للحفاظ على الطيور. والجزء الآخر يتم استخدامه كالطرق والمساحات الخضراء الجميلة وبإمكان الزوار والسياح الوقوف إلى جانب أقفاص الطيور المختلفة للتعرف عليها عبر قراءة لوحة تحتوي على معلومات مفيدة وشاملة حول الموطن، والتغذية وخصائص كل طير.

## مكانتها السياحية
تتميز جزيرة كيش بأنها لا تطلب من رعاياها الأجانب حتى الأوروبيين والأميركيين الراغبين في دخول المنطقة الحرة في جزيرة كيش من الموانئ القانونية أو مطار كيش الدولي للحصول على تأشيرات مسبقة للسفر. كما ان ختم تصاريح السفر صالحة لمدة 14 يوماً من المطار الأمر الذي يزيد من عدد السياح السنوي للجزيرة. كما ويوجد العديد من المناطق الطبيعية التي تتميّز بالجمال والروعة في جزيرة كيش وتستحق الزيارة من قبل السيّاح وعلى هذا الأساس أنشأت إيران العديد مناطق الجذب السياحي وقامت بتطويرها كحديقة الدلافين وحديقة أوشن المائية وحوض السمك كيش وحديقة الطيور التي أصبحت من معالم الجذب السياحي داخل الجزيرة وذلك بما تحتويه من أنواع مختلفة من الطيور من جميع أنحاء العالم.

## محتويات الحديقة
تحتوي هذه الحديقة على أكثر من 57 نوعاً من الحيوانات والطيور بما فيها البجع والنعام وببغاء الماكائو والببغاوات الزرقاء والصفراء واللقلق والطوقان والتوركو والإوز وطيور البطريق الأفريقية والأنواع النادرة كالتمساح ذي الفم القصير وبذلك تُعتبَر هذه الحديقة مركزاً للحفاظ على أكثر الأنواع الحيوانية ندرةً في إيران.

## معرض الصور

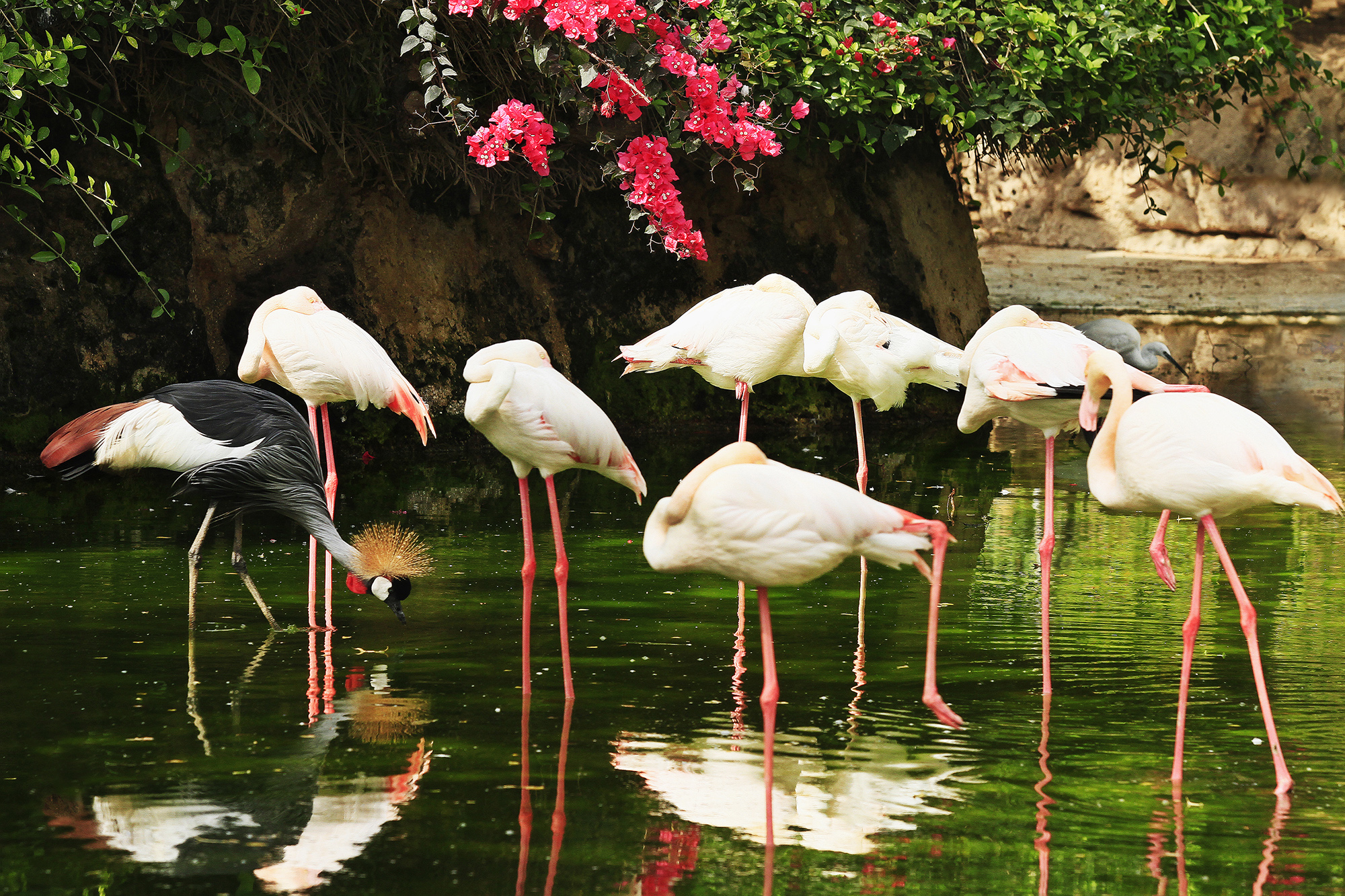
حديقة الطيور في جزيرة كيش

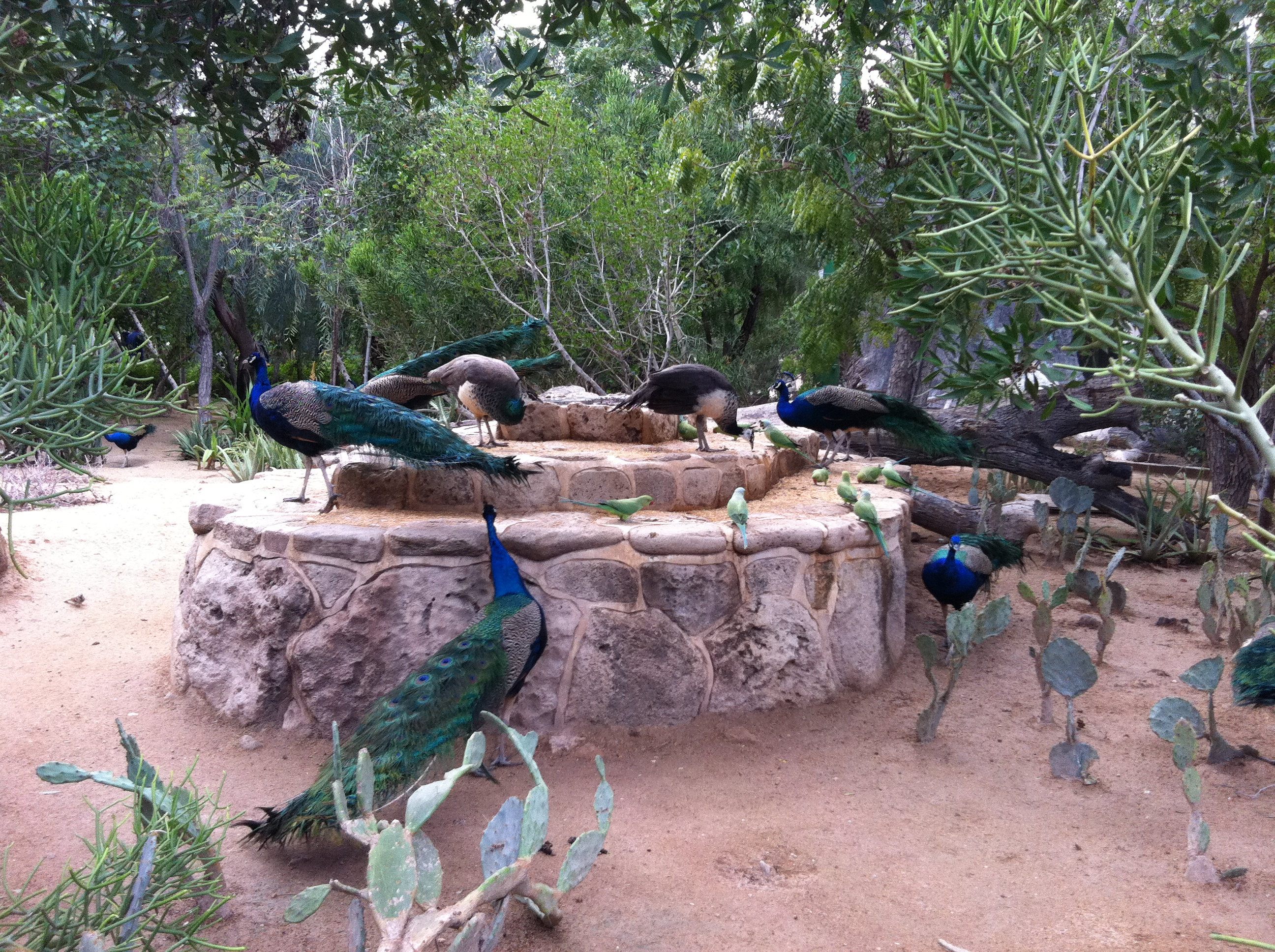
حديقة الطيور في كيش، والتي تحتوي على 57 نوعاً من الطيور والحيوانات من جميع أنحاء العالم

## طالع أيضًَا
- الحياة البرية في إيران
- غابات إيران
- الحديقة الوطنية للنباتات في إيران
- حديقة الدلافين
- حديقة أوشن المائية
- حديقة الديناصورات في طهران
- حديقة الكتاب في طهران
- ينبوع بلقيس
- الحديقة الوطنية للنباتات في إيران
- حديقة الماء والنار
- ديزين
- منتجع توجال
- منتجع الوارس الدولي
- منتجع شمشك الدولي
- حديقة الشعب